# Championnat de Belgique des courses sur route - Moto
En Belgique les classes suivantes sont prévues : Pocketbike, 50 cm3 et automatiques, Minimoto 4T (classes promo vario), 125 cm3 junior, 125 cm3 inter, 600 cm3 junior, 600 cm3 inter, 1 000 cm3 junior, 1 000 cm3 inter, monobike 450,  monobike 650 et side-cars.
Des épreuves du type "ENDURANCE" sont disputées sous la forme d’épreuves d’endurance de minimum 2 et maximum 8 heures. Depuis 2011, il n'y a plus de titre de champion de Belgique prévu pour les endurances. Ces courses font désormais partie d'un championnat à part, le "Belgian Moto Endurance".
Les épreuves les plus connues que l’on peut retrouver régulièrement au calendrier sont entre autres : 
- Francorchamps ;
- Mettet ;
- Chimay ;
- Ostende ;
- Croix-en-Ternois (FR) ;
- Assen (NL).

## Palmarès
| Saison | Stock 600           | Supersport          | Superbike           | Endurance 600 cm3 (>2010 = BMEC)     | Endurance 1 000 cm3 (>2010 = BMEC)  |
| ------ | ------------------- | ------------------- | ------------------- | ------------------------------------ | ----------------------------------- |
| 1999   | WUYTS Louis         | WUYTS Louis         | WUYTS Louis         | WUYTS Louis                          | Snickers Luc / Snickers Francois    |
| 2000   | WUYTS Louis         | WUYTS Louis         | KEMPENER Alain      | DEMEULEMEESTER Stefaan               | WUYTS Louis                         |
| 2001   | WUYTS Louis         | WUYTS Louis         | JENNES Kris         | VAN DER CRUYSSEN Tom / DRIEGHE David | VANLANDSCHOOT Tom                   |
| 2002   | WUYTS Louis         | Sébastien Le Grelle | JENNES Kris         | VAN DER CRUYSSEN Tom / DRIEGHE David | BRAECKEVELT Kurt                    |
| 2003   | WUYTS Louis         | VENEMAN Barry       | WUYTS Louis         | CARLIER Olivier / HUBERT Eric        | JADOUL Didier / VAN ACHTER Willem   |
| 2004   | JADOUL Didier       | Sébastien Le Grelle | JENNES Kris         | ORBAN Patrick                        | JADOUL Didier / VAN ACHTER Willem   |
| 2005   | FISSETTE Marc       | HANSON Jan          | Grégory Fastré      | FISSETTE Marc / JULIN Serge          | Grégory Fastré / WEYNAND Michael    |
| 2006   | FISSETTE Marc       | VOS Arie            | VOS Arie            |                                      |                                     |
| 2007   | Raymond Schouten    | VOS Arie            | VOS Arie            | HEYLEN HANS / WOUTERS ERWIN          | DE SLOOVERE BART / DE SLOOVERE BART |
| 2008   | LE GRELLE Sébastien |                     | VERMONDEN SEPP      | Grégory Fastré / MACKELS BASTIEN     | DE SLOOVERE BART / DE SLOOVERE BART |
| 2009   |                     | Sébastien Le Grelle | Sébastien Le Grelle | JULIN SERGE / TROIANO MICHEL         | FISSETTE MARC / LE GRELLE FABIAN    |
| 2010   |                     | Grégory Fastré      | Grégory Fastré      | CONRAD Lionel / VANDEREECKEN Patrick | FISSETTE MARC / LE GRELLE FABIAN    |
| 2011   |                     | Lonbois Vincent     | Grégory Fastré      | SINKE Rafael / DE WIT Nicky          | Grégory Fastré / DE COOREMETER Vick |
| 2012   |                     | CLAEYS BART         | Grégory Fastré      |                                      | Grégory Fastré / Stéphane Mertens   |